# Oud-Maarsseveen
Oud-Maarsseveen est un hameau situé dans la commune néerlandaise de Stichtse Vecht, dans la province d'Utrecht. Le 1er janvier 2005, le village comptait 270 habitants.

## Histoire
Avant 1949, Oud-Maarsseveen faisait partie de la commune de Maarsseveen.